# Куорри, Дон
Дон Куорри (англ. Donald O’Reilly «Don» Quarrie; род. 25 февраля 1951, Кингстон) — ямайский спринтер, многократный чемпион Панамериканских игр и Игр Содружества, призёр Кубка мира, чемпион и призёр Олимпийских игр, участник четырёх Олимпиад.

## Карьера
В 1972 году выступил на летних Олимпийских играх в Мюнхене в беге на 200 метров, где не смог пробиться в финал соревнований.
В 1975 году, выступая на соревнованиях Prefontaine Classic, Куорри установил мировой рекорд в беге на 220 ярдов — 19,92 с.
Через четыре года в Монреале Куорри стал серебряным призёром в беге на 100 метров (10,08 c) и олимпийским чемпионом в беге на 200 метров (20,23 с). В эстафете 4×100 метров сборная Ямайки заняла пятое место. Был знаменосцем сборной Ямайки на церемонии открытия Игр. Две медали, завоёванные Куорри, стали единственными наградами страны на этой Олимпиаде.
На Олимпиаде в Москве Куорри наиболее успешно выступил в беге на 200 метров, где завоевал бронзовую награду с результатом 20,29 с. В беге на 100 метров и эстафете 4×100 метров он не сумел пробиться в финал соревнований.
На последней для себя Олимпиаде 1984 года в Лос-Анджелесе Куорри в составе команды Ямайки завоевал серебро в эстафете 4×100 метров. В беге на 200 метров он не сумел попасть в финальный забег.
Дон Куорри изображён на марке Ямайки 1980 года.

## Семья
Двоюродный брат британского спринтера Фила Брауна — призёра летней Олимпиады 1984 года в Лос-Анджелесе.